# Kościół św. Jana Chrzciciela w Leśnej
Kościół świętego Jana Chrzciciela – rzymskokatolicki kościół parafialny należący do dekanatu Leśna diecezji legnickiej.

## Historia
Jest to świątynia wybudowana w latach 1852-1854 dzięki staraniom Augusta Augustiniego dla katolików, ponieważ istniejący już kościół pw. Chrystusa Króla, był świątynią protestancką. Razem z budowlą wzniesiono plebanię oraz salkę katechetyczną, które pełnią swą funkcję do dziś. W latach 60. i 70. XX wieku kościół był remontowany.

## Architektura i wnętrze
Budowla reprezentuje styl neoromański. Świątynia jest trzynawowa w formie hali, jej prezbiterium jest wieloboczne. Budowla nakryta jest dachem dwuspadowym. Od strony północnej znajduje się wieża wzniesiona na planie kwadratu, posiadająca ośmioboczną nastawę i iglicowy dach hełmowy. Zachowało się wyposażenie wnętrza w stylu neogotyckim z XIX wieku.
Na wieży jedyny w parafii prawdziwy dzwon (w kościele Chrystusa Króla zamontowano dzwon elektroniczny) Obecnie zostaje wprawiany w ruch przy użyciu ludzkich mięśni.
Organy wybudowała świdnicka firma Schlag & Söhne jako opus 820. W grudniu 2019 roku przeszły one remont wykonany przez Arkadiusza Popławskiego i Jarosława Błautę z firmy “Vox coelestis”.

## Otoczenie
Za kościołem znajdują się dwa cmentarze oraz kaplica cmentarna, z której wyprowadzane są pogrzeby. Na cmentarzu komunalnym znajduje się zbiorowa mogiła, która powstała tam, w wyniku likwidacji cmentarza ewangelickiego przy kościele Chrystusa Króla. Na jednej ze ścian kościoła umieszczono pamiątkową tablicę, która upamiętnia ofiary mordu katyńskiego.
Obok świątyni znajduje się także Grota Matki Boskiej. Ustawiona jest tam figurka Pięknej Madonny, a wokół niej nieustannie palą się znicze.